# Baranjski gradovi i općine
Za vrijeme bivše Jugoslavije cijeli teritorij Baranje pripadao je Općini Beli Manastir. U samostalnoj Republici Hrvatskoj teritorij Baranje podijeljen je na 8 općina i jedan grad. Naselja Podravlje i Tvrđavica i teritoriji tih naselja pripadaju Gradu Osijeku, iako se nalaze s lijeve strane rijeke Drave, dok je sav ostali teritorij Grada Osijeka s desne strane Drave.
| Naziv općine ili grada   | Naselja koja pripadaju toj općini ili gradu                                                                 |
| ------------------------ | --- |
| Grad Beli Manastir       | Beli Manastir, Branjin Vrh, Šećerana, Šumarina                                                              |
| Općina Bilje             | Bilje, Kopačevo, Kozjak, Lug, Podunavlje, Tikveš, Vardarac, Zlatna Greda                                    |
| Općina Čeminac           | Čeminac, Grabovac, Kozarac, Mitrovac                                                                        |
| Općina Darda             | Darda, Mece, Švajcarnica, Uglješ                                                                            |
| Općina Draž              | Batina, Draž, Duboševica, Gajić, Podolje, Topolje                                                           |
| Općina Jagodnjak         | Bolman, Jagodnjak, Majške Međe, Novi Bolman                                                                 |
| Općina Kneževi Vinogradi | Jasenovac, Kamenac, Karanac, Kneževi Vinogradi, Kotlina, Mirkovac, Sokolovac, Suza, Zmajevac                |
| Općina Petlovac          | Baranjsko Petrovo Selo, Luč, Novi Bezdan, Novo Nevesinje, Petlovac, Sudaraž, Širine, Torjanci, Zeleno Polje |
| Općina Popovac           | Branjina, Kneževo, Popovac                                                                                  |
| Grad Osijek              | Podravlje, Tvrđavica                                                                                        |